# Adrián Alemán de Armas
Adrián Alemán de Armas (San Cristóbal de La Laguna, 1935-21 de noviembre de 2008) fue un aparejador, periodista, doctor en geografía e historia y profesor español.

## Biografía
Como docente fue profesor agregado de Bachillerato, profesor titular de Arquitectura Técnica en la Escuela Universitaria de Arquitectos Técnicos y profesor de la Facultad de Ciencias de la Información de la Universidad de La Laguna, de la que también fue decano y vicedecano. Se doctoró en Geografía e Historia, impartiendo decenas de cursos y conferencias, y dictó cursos de Doctorado en distintas universidades: la Universidad de La Laguna, la Universidad de La Habana y la Universidad para La Paz de la UNESCO, en San José de Costa Rica. En 2006 es designado profesor emérito de la Universidad de La Laguna.
Fue el primer director general de Cultura del Gobierno de Canarias. Nombrado en 1983, ejerció este cargo hasta 1985. Asimismo fue asesor Plan Especial de Protección del Conjunto Histórico de San Cristóbal de La Laguna tras su nombramiento como Patrimonio de la Humanidad.
Desarrolló durante varias décadas una labor constante volcada en el estudio del patrimonio histórico. Publicó decenas de libros y artículos relacionados con el urbanismo y la arquitectura de Tenerife: "La Laguna: la vivienda tradicional" y "Los problemas de la organización del espacio urbano"(1976 (1977); "Icor: una meditación sobre patrimonio cultural" (1978) o "Con el patrimonio a cuestas" (1999), este último basado en su tesis doctoral.
En 1975 obtuvo el premio de investigación “Elías Serra Ràfols” del Ayuntamiento de San Cristóbal de La Laguna, y en el año 2000 recibió el premio de periodismo “Antonio Carballo Cotanda” otorgado por la Cámara de Comercio Industria y Navegación de Santa Cruz de Tenerife.
Su labor periodística le llevó a trabajar en medios de comunicación desde los años setenta, concretamente en periódicos como El Día, La Hoja del Lunes, de la cual fue su último director, en La Gaceta de Canarias, en la cual ejerció el cargo de director en funciones, y en La Opinión de Tenerife. Asimismo trabajó en Radio Nacional de España, en Radio Popular de Tenerife y fue colaborador de Televisión Canaria y Canal Ocho. De la misma manera fue colaborador de periódicos digitales como "lo que pasa en Tenerife" y "Canarias digital". En 2005 elaboró el guion y los textos de la miniserie documental sobre el patrimonio de La Laguna, "Apuntes de bitácora de Adrián Alemán", que se emitió por televisión.
Desde el 20 de noviembre de 2009, la Biblioteca Municipal de La Laguna, lleva el nombre de Adrián Alemán de Armas.

## Libros publicados
Entre sus libros destacan: 
- La Laguna: la vivienda tradicional y los problemas de la organización del espacio urbano- ed. Excmo. Ayuntamiento de La Laguna, San Cristóbal La Laguna, 1976.

- Masca- aproximación a la arquitectura popular, ed. Excmo. Cabildo Insular de Tenerife, 1977. Tercera edición: Idea (2004)

- Icor: una meditación sobre patrimonio cultural- ed. Cabildo Insular de Tenerife,1982.

- Secuencias de la memoria- ed. Colegio Oficial de Aparejadores y Arquitectos Técnicos de Santa Cruz de Tenerife,1997.

- La Habana Vieja. Reflejos- ed. Tauro Producciones, La Laguna, 1998.

- Con el patrimonio a cuestas- ed. Excmo. Ayuntamiento de La Laguna, 1999.

- Guía de La Laguna (enlace roto disponible en Internet Archive; véase el historial, la primera versión y la última).- primera edición: Librería El Águila, La Laguna,1986. Segunda edición revisada y ampliada: . Excmo. Ayuntamiento de La Laguna, San Cristóbal La Laguna, 2005.

- La ciudad de los sentidos. Ed.: Excmo. Ayuntamiento de San Cristóbal de La Laguna, 2009. Obra póstuma.